# Contea di Tuanfeng
La contea di Tuanfeng (团风县S, Tuánfēng XiànP) è una contea della Cina, situata nella provincia di Hubei e amministrata dalla prefettura di Huanggang.